# Jean-Jacques Goldman

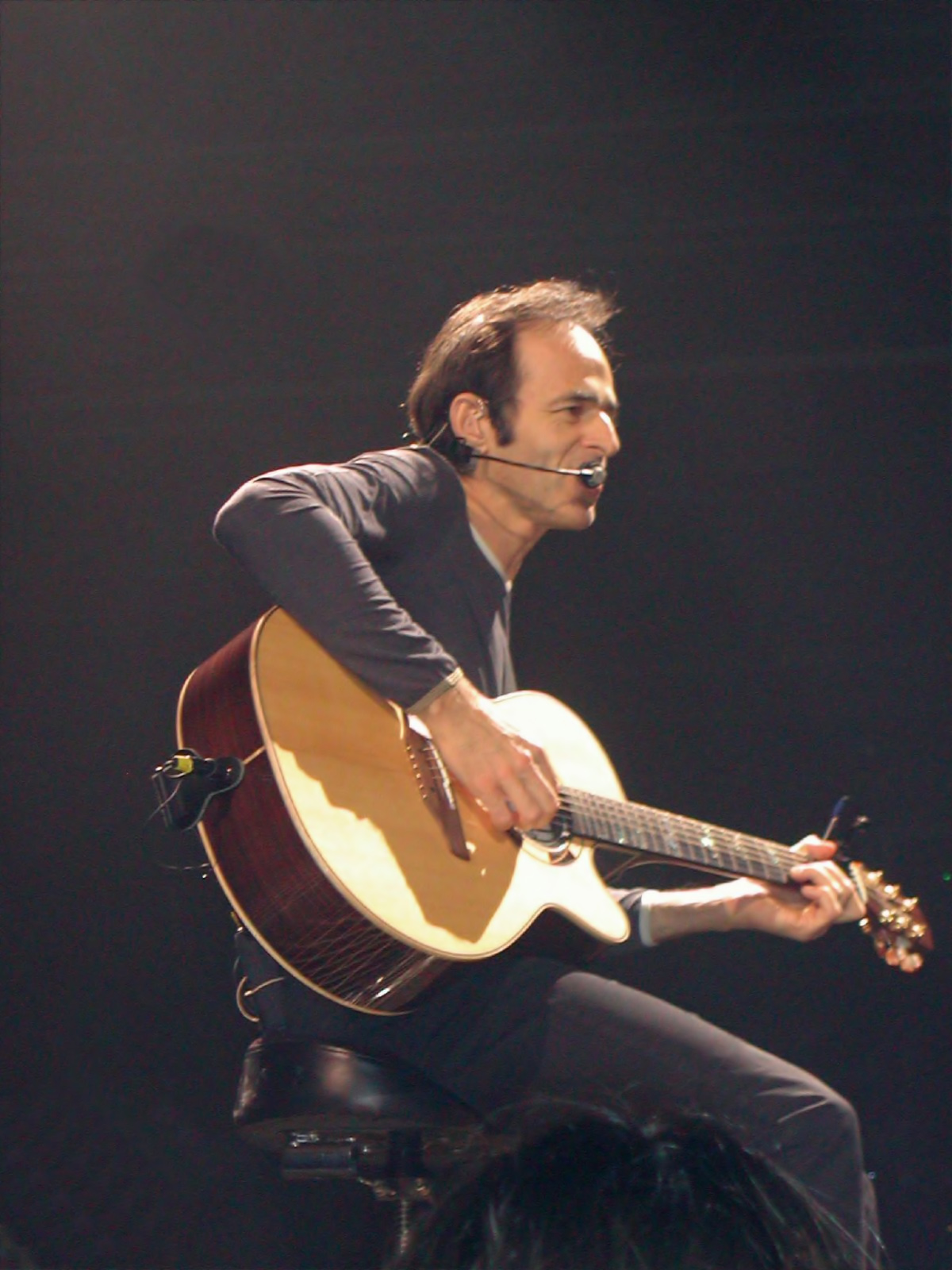
Jean-Jacques Goldman (2002)

Jean-Jacques Goldman [ʒɑ̃.ʒak gɔld'man] (geboren am 11. Oktober 1951 in Paris) ist ein französischer Komponist und Interpret. Unter seinem eigenen Namen verkaufte er etwa 30 Millionen Tonträger. Er ist zudem unter den Pseudonymen Sweet Memories und Sam Brewski tätig und schrieb auch Lieder für andere Interpreten wie Johnny Hallyday, Patricia Kaas und Céline Dion.

## Privatleben
Goldmans Mutter, Ruth Ambrunn (1922–2008), stammte aus München, sein Vater, Alter Mojze Goldman (1909–1988), aus Lublin in Polen. Beide waren jüdischer Herkunft und betrieben ein Sportartikelgeschäft in Montrouge. Jean-Jacques ist das dritte ihrer vier Kinder. Sein jüngerer Bruder, Robert Goldman, ist ebenfalls als Komponist erfolgreich.
Jean-Jacques Goldman lernte von seinem fünften Lebensjahr an, Klavier und Violine und später Gitarre zu spielen. Er besuchte das Collège du Haut-Mesnil in Montrouge und danach das Lycée François-Villon in Paris, wo er 1969 das Abitur ablegte.
Am 7. Juli 1975 heiratete er Catherine Morlet, mit der er drei Kinder hat. 1997 wurde die Ehe geschieden, und im Oktober 2001 heiratete er Nathalie Thu Huong-Lagier, eine Mathematikstudentin und Fan von ihm, die 2007 zum Doktor der reinen Mathematik („Mathematique pure“ im Gegensatz zur „Mathematique appliquée“, der angewandten Mathematik) promovierte. Das Paar hat drei gemeinsame Töchter. Nach Aufenthalten in Marseille (2011–2016) und London (2016–2021) lebt die Familie heute in Marseille.

## Karriere und Wirken

### Erste Erfolge als Gruppenmitglied und schwieriger Start als Solist
Zwischen 1965 und 1967 sang Goldman in einer Musikgruppe der katholischen Kirche in Montrouge namens Red Mountain Gospellers (Gospelsänger von Red Mountain) und spielte auf der von der Kirchengemeinde neu angeschafften elektrischen Orgel. In jener Zeit erlernte er auch das Bluesgitarrenspiel. Von 1968 bis 1970 war er Mitglied der Gruppe The Phalanster, mit der er in Pariser Vororten auftrat. Weitere Mitglieder der Gruppe waren Christian und Alex Gibson, die als Gibson Brothers 1980 Erfolge in der Disco-Szene hatten.
Nach dem Wehrdienst trat Goldman 1975 der Gruppe Taï Phong bei, deren Stil mit dem der Gruppe Genesis der 1970er Jahre vergleichbar war. Als Sänger, Komponist und Instrumentalist wirkte er an drei Alben mit. Alle Stücke der Band hatten englische Texte; das Lied Sister Jane des ersten Albums erzielte einen beachtlichen Erfolg. Bei Taï Phong traf Goldman seinen späteren Freund und musikalischen Weggefährten Michael Jones. 1979 verließ Goldman die Gruppe.
Nach dem Besuch eines Konzerts des Chansonniers Léo Ferré war er überzeugt, dass er auch erfolgreich in französischer Sprache singen könne, und brachte 1976 seine erste Solo-Single heraus. Weder diese noch die zweite (1977) und dritte Single (1978) waren ein Erfolg.

### Erfolge als Solokünstler
Nachdem Goldman mit der Plattenfirma Epic Records einen Vertrag über fünf Musikalben unterzeichnet hatte, nahm er 1981 seine erste Langspielplatte auf. Deren von ihm favorisierten Titel, Démodé („Aus der Mode gekommen“), lehnte die Plattenfirma zwar ab, inoffiziell wurde es jedoch oft so bezeichnet; der offizielle Titel war Jean-Jacques Goldman. Sein Durchbruch als Solist erfolgte in Frankreich im selben Jahr mit der Single-Auskopplung Il suffira d’un signe, die 500.000 Mal verkauft wurde. Goldman dachte darüber nach, mit dem Gewinn in das Sportgeschäft seiner Eltern einzutreten.
Auch der für das Nachfolgealbum vorgesehene Name Minoritaire („einer Minderheit angehörig“) stieß bei Epic auf Skepsis, da, so die Befürchtung der Plattenfirma, dieser Begriff als abwertend hätte empfunden werden können. Daher wurde auch dieses Album unter dem Titel Jean-Jacques Goldman vermarktet. Es verkaufte sich 900.000 Mal, Single-Auskopplungen wie Quand la musique est bonne, Comme toi und Au bout de mes rêves wurden zu Hits. Durch den anhaltenden Erfolg ermutigt, nahm Goldman sein drittes Album, Positif, auf, das über eine Million Mal verkauft wurde und Hits wie Encore un matin, Envole-moi und Long Is the Road (Américain) enthält.
1985 veröffentlichte Goldman sein viertes Album mit dem Titel Non homologué, das sich mehr als 1,3 Millionen Mal verkaufte. Die ausgekoppelte Single Je marche seul erreichte den zweiten Platz der französischen Verkaufs-Hitparade. Das im Album enthaltene Lied Je te donne ist ein Duett mit Michael Jones und wurde Goldmans erster Nummer-eins-Hit in Frankreich. Weitere Hits aus diesem Album waren Pas toi, La Vie par procuration und Famille. 
Im selben Jahr startete Goldmans große Frankreichtournee, Deuxième visite…, während der er auch an achtzehn Abenden hintereinander (vom 3. bis zum 20.12.) im Zénith in Paris auftrat. Auf dieser Tour entstand das sehr erfolgreiche Live-Album En public. Zu Beginn der Konzertreihe veröffentlichte der Kritiker Patrice Delbourg am 5. Dezember in der Zeitschrift L'Événement du jeudi einen Verriss; darin hieß es: „Goldman ist wirklich scheiße.“ Goldman reagierte umgehend und veröffentlichte in den Tageszeitungen Libération und France Soir je eine Anzeigenseite mit den schlechtesten Kritiken, die er je erhalten hatte (aus dem Nachrichtenmagazin L’Express, der Schweizer Zeitung 24 heures und französischen Regionalzeitungen). Auch die Kritik Delbourgs wurde in der Anzeige nochmals fast vollständig abgedruckt sowie eine handschriftliche Botschaft Goldmans an seine Fans: „Danke, dass Sie trotzdem gekommen sind.“ Ebenfalls im Jahr 1985 schrieb und komponierte Goldman für Johnny Hallyday die Lieder seines Albums Gang. Mehrere wurden zu Hits und von Halliday in sein festes Repertoire aufgenommen: Je t’attends, J’oublierai ton nom, Je te promets, Laura und L’Envie. 
1987 veröffentlichte Goldman das Doppelalbum Entre gris clair et gris foncé. Es verkaufte sich über 2 Millionen Mal und enthält Hits wie Là-bas, ein Duett mit Sirima, Puisque tu pars und Il changeait la vie. Nach einer Entre gris clair et gris foncé betitelten Tournee, in der Goldman nicht sich selbst, sondern seine Musiker in den Vordergrund stellte, veröffentlichte er 1989 das Livealbum Traces.
Obwohl seine Musik Ende der 1980er Jahre, etwa im studentischen Milieu, in Deutschland als Geheimtipp galt, schaffte er es hier nicht in die Verkaufs-Charts. 1989 trat er in Deutschland auf, unter anderem in der Theaterfabrik bei München und im Quartier Latin in Berlin.

### Das Trio Fredericks-Goldman-Jones
1990 begann eine neue Phase in Goldmans Karriere, in der er zusammen mit Michael Jones und Carole Fredericks unter dem Bandnamen Fredericks-Goldman-Jones tätig war. Um Goldman nicht in den Vordergrund zu stellen, wurden die Namen in alphabetischer Reihenfolge genannt. Die Musik der Gruppe bestand aus aufwendigen Arrangements, die sowohl solo als auch im Duett oder Trio gesungen wurden. 
Das erste Album der Gruppe hieß Fredericks Goldman Jones und verkaufte sich 2 Millionen Mal. Es enthält Erfolgsstücke wie Nuit, À nos actes manqués und Né en 17 à Leidenstadt sowie Un, deux, trois und C’est pas d’l’amour. 
1993 erschien das Album Rouge, das nach dem Fall der Berliner Mauer teilweise in Moskau aufgenommen worden war. Neben dem Titelstück, Rouge, enthielt es die Stücke Juste après und Fermer les yeux und verkaufte sich fast 1,3 Millionen Mal. 
Aus der Zusammenarbeit mit Fredericks und Jones gingen noch zwei Livealben hervor. Um die Live-Atmosphäre besser zum Ausdruck zu bringen, wurde Du New Morning au Zénith sowohl in großen Sälen mit mehreren tausend (dem Zénith in Paris) als auch auf kleinen Pariser Bühnen mit nur wenigen hundert Zuschauern aufgenommen. Carole Fredericks starb im Juni 2001 nach einem Auftritt an einem Herzanfall.

### Die letzten Jahre der Karriere
Ab 1997 widmete sich Goldman wieder seiner Solokarriere. Dabei wurde er von Jones weiterhin unterstützt. Die Alben En passant von 1997 mit über 1 Million Verkäufen und Chansons pour les pieds von 2001 mit 1,6 Millionen Verkäufen wurden große Erfolge. En passant war ein intimes, von Balladen geprägtes Album, während das bisher letzte Studioalbum Goldmans, Chansons pour les pieds, verschiedenste Stilrichtungen von Disco über Rock, Folk bis Pop bietet. Auch Jig- und Zouk-Einflüsse sind darin vertreten. Er ist Komponist und Interpret des Liedes Elle ne me voit pas für den Soundtrack des Films Astérix et Obélix contre César, das unter dem Titel Sie sieht mich nicht von Xavier Naidoo gecovert wurde. Sie sieht mich nicht erreichte 1999 in Deutschland Platin-Status, der Song Aïcha in der Version von Outlandish (Aicha) im Jahr 2003 Gold-Status.
Besonders Goldmans Tourneen waren in Frankreich sehr beliebt, da sie neben ungewöhnlichen musikalischen Arrangements auch eine beeindruckende Bühnenshow boten. So tanzten bei der Tour ensemble 2002 zwei Dutzend Stepptänzer; ein sich im Publikum befindendes Bühnenelement war drehbar. Im Finale klappte die Hauptbühne vollständig nach oben, und die Musiker spielten, in fünf Meter Höhe senkrecht an einer Wand stehend und durch Karabinerhaken gesichert, Envole-moi. 
Im selben Jahr kündigte Goldman an, seine Gesangskarriere zu beenden.

### Zusammenarbeit mit anderen Interpreten
Goldman schrieb auch Songs für andere Interpreten wie Céline Dion (Pour que tu m'aimes encore), Patricia Kaas (Il me dit que je suis belle), Khaled (Aïcha) und Johnny Hallyday (Je te promets). Für Céline Dion und Johnny Haliday schrieb er ganze Alben, darunter D’eux, das 1995 erschien und bisher das meistverkaufte französischsprachige Album der Musikgeschichte ist, bzw. Gang.
Auch unter dem Pseudonym Sam Brewski schrieb Goldman unter anderem Hits für Patricia Kaas. Der Name O. Menor, ein weiteres Pseudonym Goldmans, ist von der französischen Übersetzung („homme en or“) seines Familiennamens „Goldman“ inspiriert. Unter dem Namen JRG, ihren Initialen, gründeten Jean-Jacques und Robert Goldman eine Produktionsfirma.

### Lieder mit Bezug zur deutschen Geschichte

#### Comme toi
Comme toi („Wie du“) wurde 1982 im Album Minoritaire veröffentlicht. Die Singleauskopplung verkaufte sich 500.000 Mal, und Goldman erhielt 1983 dafür eine goldene Schallplatte. Das Lied beschreibt ein junges, jüdisches Mädchen, das in der Zeit des „Dritten Reichs“ in Warschau lebte. Die Idee dazu kam ihm, als er das Foto eines jungen Mädchens im Familienalbum seiner Mutter, einer deutschen Jüdin, betrachtete. Der Text erklärt einem heute lebenden Mädchen, wie die achtjährige Sarah auf dem Bild, mit ihrer Familie, glücklich in der sanften Abendsonne steht. Sie liebt Musik und Bücher, liebt ihre Puppen und Freunde und träumt von der Zukunft. Aber andere Menschen haben anders über ihr Schicksal entschieden, nur weil sie nicht „wie du“ („comme toi“) hier und jetzt geboren wurde. Der französische Historiker und Schriftsteller Ivan Jablonka würdigte die Bedeutung des Lieds. Es behandle die Shoah, ohne die Worte Jude, Krieg oder Nazi zu verwenden, mit solch großer Vorsicht, dass man den Sinn des Textes fast nicht mehr erkenne.

#### Né en 17 à Leidenstadt
Né en 17 à Leidenstadt („Geboren 1917 in Leidenstadt“) erschien 1990 auf dem Album Fredericks-Goldman-Jones. Die Singleauskopplung erreichte den 11. Platz der französischen Hitparade und verkaufte sich 75.000 Mal. In dem Lied geht es um den Einfluss der Herkunft und der politischen Situation in einem Land auf die individuelle Entwicklung und Entscheidungsfreiheit. Goldman fragt sich, ob er anders gehandelt hätte als die Deutschen, wenn er 1917 im (fiktiven) „Leidenstadt“ geboren worden wäre. Mit diesem Geburtsdatum wäre er in einer Zeit aufgewachsen, die von der Niederlage im Ersten Weltkrieg und dem Aufstieg der Nationalsozialisten geprägt war. Goldman stellt sich die Frage, ob er besser oder schlimmer gewesen wäre, wenn er zu jener Zeit Deutscher gewesen wäre („Aurais-j’été meilleur ou pire que ces gens, si j’avais été allemand?“). Danach schlägt er den Bogen zum Nordirlandkonflikt (Strophe gesungen von Michael Jones: „Si j’avais grandi dans les docklands de Belfast“) und zur Apartheidspolitik Südafrikas (Strophe gesungen von Carole Fredericks: „Si j’étais née blanche et riche à Johannesburg“). Hätte er anders gehandelt, wenn er als Nordire oder Weißer in Südafrika geboren worden wäre?

### Weitere Highlights seiner Karriere
Goldman tritt regelmäßig mit dem Projekt Les Enfoirés auf, innerhalb dessen viele französische Musikstars einmal im Jahr ein gemeinsames Konzert geben. Es wurde 1985 vom Schauspieler und Clown Coluche ins Leben gerufen, um für die Organisation Les Restos du Cœur Spenden zu sammeln, die Bedürftige täglich mit Essen versorgt. Zu diesem Projekt steuerte Goldman 1985 den Titelsong Chanson des restos bei und nahm als einziger französischer Musiker bis 2016 an allen Benefizkonzerten teil.
Bis heute haben mit Goldmans Beteiligung entstandene Veröffentlichungen alleine in Frankreich über 170 Mal Silber-, Gold-, Platin- und Diamantstatus erworben, davon waren mehr als 75 Veröffentlichungen unter dem Namen Jean-Jacques Goldman oder Fredericks, Goldman, Jones erfolgreich. Das von Goldman geschriebene und produzierte Album D’eux der Sängerin Céline Dion ist bis heute das weltweit erfolgreichste französischsprachige Album. 21 Goldman-Songs haben es bisher in die französischen Top Ten geschafft.

## Diskografie

### Alben

#### Mit Taï Phong
- 1975: Taï Phong
- 1976: Windows
- 1979: Last Flight

### Studioalben
| Jahr | Titel                              | Höchstplatzierung, Gesamtwochen, AuszeichnungChartplatzierungen (Jahr, Titel, Platzierungen, Wochen, Auszeichnungen, Anmerkungen) | Höchstplatzierung, Gesamtwochen, AuszeichnungChartplatzierungen (Jahr, Titel, Platzierungen, Wochen, Auszeichnungen, Anmerkungen) | Höchstplatzierung, Gesamtwochen, AuszeichnungChartplatzierungen (Jahr, Titel, Platzierungen, Wochen, Auszeichnungen, Anmerkungen) | Anmerkungen |
| Jahr | Titel                              | FR | BEW | CH | Anmerkungen |
| ---- | ---------------------------------- | --- | --- | --- | --- |
| 1981 | Jean-Jacques Goldman (Démodé)      | FR— PlatinFR | — | — | Erstveröffentlichung: September 1981, remasterte Version 2013                                                                                     |
| 1982 | Jean-Jacques Goldman (Minoritaire) | FR— ×3DreifachplatinFR | — | — | Erstveröffentlichung: 1982, remasterte Version 2013                                                                                               |
| 1984 | Positif                            | FR14 Diamant · (>16 Wo.)FR | — | — | Erstveröffentlichung: Januar 1984, remasterte Version 2013                                                                                        |
| 1985 | Non homologué                      | FR1 Diamant · (>64 Wo.)FR | — | — | Erstveröffentlichung: September 1985, remasterte Version 2013 Wiedercharteinstieg in FR 2014 auf Platz 165                                        |
| 1987 | Entre gris clair et gris foncé     | FR1 Diamant · (… Wo.)FR | BEW106 (4 Wo.)BEW | CH— PlatinCH | Erstveröffentlichung: 5. November 1987, remasterte Version 2004 (+ 2 Songs) Wiedercharteinstieg in FR 2013 auf Platz 177; in BEW 2019 Doppelalbum |
| 1997 | En passant                         | FR1 Diamant · (86 Wo.)FR | BEW1 Platin · (70 Wo.)BEW | CH10 Platin · (10 Wo.)CH | Erstveröffentlichung: 26. August 1997 |
| 2001 | Chansons pour les pieds            | FR1 Diamant · (155 Wo.)FR | BEW1 Platin · (53 Wo.)BEW | CH2 Platin · (30 Wo.)CH | Erstveröffentlichung: 20. November 2001 |

grau schraffiert: keine Chartdaten aus diesem Jahr verfügbar

### Livealben
| Jahr | Titel                    | Höchstplatzierung, Gesamtwochen, AuszeichnungChartplatzierungen (Jahr, Titel, Platzierungen, Wochen, Auszeichnungen, Anmerkungen) | Höchstplatzierung, Gesamtwochen, AuszeichnungChartplatzierungen (Jahr, Titel, Platzierungen, Wochen, Auszeichnungen, Anmerkungen) | Höchstplatzierung, Gesamtwochen, AuszeichnungChartplatzierungen (Jahr, Titel, Platzierungen, Wochen, Auszeichnungen, Anmerkungen) | Anmerkungen                                                 |
| Jahr | Titel                    | FR | BEW | CH | Anmerkungen                                                 |
| ---- | ------------------------ | --- | --- | --- | ----------------------------------------------------------- |
| 1986 | En public                | FR2 ×3Dreifachplatin · (… Wo.)FR                                                                                                  | — | CH— GoldCH | Erstveröffentlichung: Oktober 1986, remasterte Version 2014 |
| 1989 | Traces                   | FR1 Platin · (… Wo.)FR | — | CH30 (1 Wo.)CH | Erstveröffentlichung: 13. März 1989                         |
| 1999 | Tournée ’98 – En passant | FR1 Platin · (28 Wo.)FR | BEW1 Gold · (21 Wo.)BEW | — | Erstveröffentlichung: 15. Juni 1999                         |
| 2003 | Un tour ensemble         | FR1 Platin · (62 Wo.)FR | BEW1 Gold · (26 Wo.)BEW | CH7 (16 Wo.)CH | Erstveröffentlichung: 3. Juni 2003                          |

grau schraffiert: keine Chartdaten aus diesem Jahr verfügbar

### Kompilationen
| Jahr | Titel                            | Höchstplatzierung, Gesamtwochen, AuszeichnungChartplatzierungen (Jahr, Titel, Platzierungen, Wochen, Auszeichnungen, Anmerkungen) | Höchstplatzierung, Gesamtwochen, AuszeichnungChartplatzierungen (Jahr, Titel, Platzierungen, Wochen, Auszeichnungen, Anmerkungen) | Höchstplatzierung, Gesamtwochen, AuszeichnungChartplatzierungen (Jahr, Titel, Platzierungen, Wochen, Auszeichnungen, Anmerkungen) | Anmerkungen                                                                   |
| Jahr | Titel                            | FR | BEW | CH | Anmerkungen                                                                   |
| ---- | -------------------------------- | --- | --- | --- | ----------------------------------------------------------------------------- |
| 1991 | Quelques choses bizarres – 81–91 | — | BEW46 (22 Wo.)BEW | — | Charteinstieg in BEW erst 2011                                                |
| 1996 | Singulier 81/89                  | FR11 Diamant · (234 Wo.)FR | BEW1 ×2Doppelplatin · (163 Wo.)BEW                                                                                                | CH79 Gold · (2 Wo.)CH | Erstveröffentlichung: 23. August 1996 Charteinstieg in FR 2011; in CH 2015    |
| 2008 | 81-89 – La collection            | FR113 (9 Wo.)FR | BEW48 (21 Wo.)BEW | — | Erstveröffentlichung: 14. November 2008 Charteinstieg in FR 2011; in BEW 2013 |
| 2012 | La collection 1990–2001          | FR74 (4 Wo.)FR | BEW76 (17 Wo.)BEW | — | Erstveröffentlichung: 16. November 2012                                       |

grau schraffiert: keine Chartdaten aus diesem Jahr verfügbar
Mit Fredericks Goldman Jones

| Jahr | Titel                    | Höchstplatzierung, Gesamtwochen, AuszeichnungChartplatzierungen (Jahr, Titel, Platzierungen, Wochen, Auszeichnungen, Anmerkungen) | Höchstplatzierung, Gesamtwochen, AuszeichnungChartplatzierungen (Jahr, Titel, Platzierungen, Wochen, Auszeichnungen, Anmerkungen) | Höchstplatzierung, Gesamtwochen, AuszeichnungChartplatzierungen (Jahr, Titel, Platzierungen, Wochen, Auszeichnungen, Anmerkungen) | Anmerkungen                              |
| Jahr | Titel                    | FR | BEW | CH | Anmerkungen                              |
| ---- | ------------------------ | --- | --- | --- | ---------------------------------------- |
| 1995 | Du New Morning au Zénith | FR— PlatinFR | BEW2 Gold · (24 Wo.)BEW | — | Erstveröffentlichung: 18. Mai 1995       |
| 2000 | Pluriel 90/96            | FR— ×2DoppelgoldFR | BEW5 (15 Wo.)BEW | — | Erstveröffentlichung: 11. September 2000 |

Weitere Alben
- 1990: Fredericks Goldman Jones (auch als bilinguale Version in den USA, FR: Diamant, CH: Platin)
- 1992: Sur scène (Livealbum, FR: ×2Doppelplatin )
- 1993: Rouge (FR: Diamant, CH: Gold)

### Soundtracks
- 1989: Union Sacrée
- 1999: Asterix und Obelix gegen Caesar

### Singles
| Jahr | Titel Album                                                    | Höchstplatzierung, Gesamtwochen, AuszeichnungChartplatzierungen (Jahr, Titel, Album, Platzierungen, Wochen, Auszeichnungen, Anmerkungen) | Höchstplatzierung, Gesamtwochen, AuszeichnungChartplatzierungen (Jahr, Titel, Album, Platzierungen, Wochen, Auszeichnungen, Anmerkungen) | Höchstplatzierung, Gesamtwochen, AuszeichnungChartplatzierungen (Jahr, Titel, Album, Platzierungen, Wochen, Auszeichnungen, Anmerkungen) | Anmerkungen |
| Jahr | Titel Album                                                    | FR | BEW | CH | Anmerkungen |
| --- | -------------------------------------------------------------- | --- | --- | --- | --- |
| 1982 | Quand la musique est bonne Jean-Jacques Goldman                | FR160 Gold · (2 Wo.)FR | — | — | |
| 1984 | Envole-moi Positif                                             | FR150 Gold · (6 Wo.)FR | — | — | Charteinstieg in FR 2012 |
| 1984 | (Long Is The Road) Américain Positif                           | FR6 (23 Wo.)FR | — | — | |
| 1985 | Je marche seul Non homologué                                   | FR2 Gold · (30 Wo.)FR | — | — | |
| 1985 | Je te donne Non homologué                                      | FR1 Platin · (27 Wo.)FR | — | — | mit Michael Jones |
| 1986 | Les "restos" du cœur –                                         | FR2 (13 Wo.)FR | — | — | mit Yves Montand, Michel Platini, Nathalie Baye, Michel Drucker & Coluche |
| 1986 | Pas toi Non homologué                                          | FR5 Silber · (22 Wo.)FR | — | — | |
| 1986 | La vie par procuration (en public) En public                   | FR2 Gold · (21 Wo.)FR | — | — | |
| 1987 | Elle a fait un bébé toute seule Entre gris clair et gris foncé | FR4 Silber · (19 Wo.)FR | — | — | |
| 1987 | Là-bas Entre gris clair et gris foncé                          | FR2 Gold · (22 Wo.)FR | — | — | mit Sirima |
| 1988 | C’est ta chance Entre gris clair et gris foncé                 | FR16 (12 Wo.)FR | — | — | |
| 1988 | Puisque tu pars Entre gris clair et gris foncé                 | FR3 Silber · (31 Wo.)FR | — | — | |
| 1988 | Il changeait la vie (Live) Traces                              | FR14 (15 Wo.)FR | — | — | |
| 1989 | Peur de rien blues Traces                                      | FR17 (10 Wo.)FR | — | — | |
| 1990 | Nuit Fredericks Goldman Jones                                  | FR6 Silber · (19 Wo.)FR | — | — | Erstveröffentlichung: Dezember 1990 Fredericks, Goldman & Jones |
| 1991 | À nos actes manqués Fredericks Goldman Jones                   | FR2 Silber · (19 Wo.)FR | — | — | Fredericks, Goldman & Jones |
| 1991 | Né en 17 à Leidenstadt Fredericks Goldman Jones                | FR11 (18 Wo.)FR | — | — | Erstveröffentlichung: Juli 1991 Fredericks, Goldman & Jones als Sohn einer vertriebenen Jüdin und eines französischen Widerstandskämpfers wirbt Jean-Jacques Goldman für Verständnis dafür, dass niemand sicher sein kann, dass er nicht Mittäter geworden wäre. |
| 1991 | C’est pas d’l’amour Fredericks Goldman Jones                   | FR11 (11 Wo.)FR | — | — | Fredericks, Goldman & Jones |
| 1992 | Un, deux, trois Fredericks Goldman Jones                       | FR8 (13 Wo.)FR | — | — | Fredericks, Goldman & Jones |
| 1992 | Tu manques Fredericks Goldman Jones                            | FR12 (9 Wo.)FR | — | — | Erstveröffentlichung: Mai 1992 Fredericks, Goldman & Jones |
| 1992 | Il suffira d’un signe (Live) Sur scène                         | FR14 (13 Wo.)FR | — | — | Fredericks, Goldman & Jones |
| 1993 | Rouge                                                          | FR18 (17 Wo.)FR | — | — | Fredericks, Goldman & Jones |
| 1994 | Juste après Rouge                                              | FR32 (10 Wo.)FR | — | — | Fredericks, Goldman & Jones |
| 1995 | Fermer les yeux Rouge                                          | FR33 (3 Wo.)FR | — | — | Fredericks, Goldman & Jones |
| 1996 | J’irai où tu iras D’eux                                        | FR39 (103 Wo.)FR | — | — | Erstveröffentlichung: 6. Mai 1996 mit Céline Dion Höchstplatzierung FR: 2024 |
| 1997 | Sache que je En passant                                        | FR19 (9 Wo.)FR | BEW18 (8 Wo.)BEW | — | |
| 1998 | Quand tu danses En passant                                     | FR66 (8 Wo.)FR | — | — | |
| 1998 | Bonne idée En passant                                          | FR68 (4 Wo.)FR | — | — | Erstveröffentlichung: 30. Oktober 1998 |
| 2003 | Et l’on n’y peut rien (Live) Un tour ensemble                  | FR7 (18 Wo.)FR | BEW37 (3 Wo.)BEW | CH61 (3 Wo.)CH | Erstveröffentlichung: 23. Mai 2003 |
| Folgende Lieder erschienen nicht als Single, wurden aber durch das Album zum Download und Streaming bereitgestellt und konnten somit eine Platzierung erlangen: |                                                                | | | | |
| |                                                                | | | | |
| 2014 | Ça Kiss & Love                                                 | FR147 (1 Wo.)FR | — | — | mit Claire Keim |
| 2015 | Ensemble Chansons pour les pieds                               | FR149 (1 Wo.)FR | — | — | |
| 2015 | Là-bas Sur scène                                               | FR148 (1 Wo.)FR | — | — | Fredericks, Goldman & Jones |

grau schraffiert: keine Chartdaten aus diesem Jahr verfügbar
Weitere Singles
- 1981: Il suffira d’un signe
- 1987: Des bouts de moi
- 1993: Des vies
- 1998: On ira
- 2001: C’est pas vrai
- 2001: Tournent les violons

### Gastbeiträge (Auswahl)
| Jahr | Titel Album                                  | Höchstplatzierung, Gesamtwochen, AuszeichnungChartplatzierungen (Jahr, Titel, Album, Platzierungen, Wochen, Auszeichnungen, Anmerkungen) | Höchstplatzierung, Gesamtwochen, AuszeichnungChartplatzierungen (Jahr, Titel, Album, Platzierungen, Wochen, Auszeichnungen, Anmerkungen) | Höchstplatzierung, Gesamtwochen, AuszeichnungChartplatzierungen (Jahr, Titel, Album, Platzierungen, Wochen, Auszeichnungen, Anmerkungen) | Anmerkungen                                                                                    |
| Jahr | Titel Album                                  | FR | BEW | CH | Anmerkungen                                                                                    |
| ---- | -------------------------------------------- | --- | --- | --- | ---------------------------------------------------------------------------------------------- |
| 2007 | 4 mots sur un piano Si on chantait plus fort | FR1 Gold · (32 Wo.)FR | BEW7 (19 Wo.)BEW | CH40 (15 Wo.)CH | Erstveröffentlichung: 20. Juli 2007 Patrick Fiori feat. Jean-Jacques Goldman & Christine Ricol |
| 2010 | La promesse Le Même Soleil                   | — | BEW22 (18 Wo.)BEW | — | Erstveröffentlichung: 6. Dezember 2010 Grégoire feat. Jean-Jacques Goldman                     |

### Boxsets
| Jahr | Titel                   | Höchstplatzierung, Gesamtwochen, AuszeichnungChartplatzierungen (Jahr, Titel, Platzierungen, Wochen, Auszeichnungen, Anmerkungen) | Höchstplatzierung, Gesamtwochen, AuszeichnungChartplatzierungen (Jahr, Titel, Platzierungen, Wochen, Auszeichnungen, Anmerkungen) | Höchstplatzierung, Gesamtwochen, AuszeichnungChartplatzierungen (Jahr, Titel, Platzierungen, Wochen, Auszeichnungen, Anmerkungen) | Anmerkungen |
| Jahr | Titel                   | FR | BEW | CH | Anmerkungen |
| ---- | ----------------------- | --- | --- | --- | ----------- |
| 2004 | Positif + Non homologué | FR115 (8 Wo.)FR | — | — |             |

## Auszeichnungen für Musikverkäufe
| Goldene Schallplatte - Frankreich - 1983: für die Single Comme Toi - 1995: für das Album Coffret 3 CD: Quand La Musique Est Bonne / Non Homologué / Positif - 2001: für das Videoalbum Integrale Clips 89-2000 - 2019: für das Videoalbum Souvenirs de tournée (Carnet de route + traces) - Schweiz - 1998: für das Album Jean Jacques Goldman Platin-Schallplatte - Europa - 2003: für das Album En Passant - 2003: für das Album Singulier 81–89 - 2003: für das Album Chansons pour les pieds - Frankreich - 1995: für das Videoalbum Tours Et Detours | 2× Platin-Schallplatte - Frankreich - 1995: für das Videoalbum Traces 3× Platin-Schallplatte - Frankreich - 1995: für das Videoalbum Clips 1981–1989 - 1995: für das Videoalbum Carnet De Route - 2001: für das Album Au Bout De Mes Reves - 2001: für das Videoalbum Tournee 98 En Passant - 2001: für das Album Minoritaire / Quand La Musique Est Bonne Diamantene Schallplatte - Frankreich - 2003: für das Videoalbum Un Tour Ensemble |

Anmerkung: Auszeichnungen in Ländern aus den Charttabellen bzw. Chartboxen sind in ebendiesen zu finden.
| Land/RegionAuszeichnungen für Musikverkäufe (Land/Region, Auszeichnungen, Verkäufe, Quellen) | Silber     | Gold       | Platin       | Diamant     | Verkäufe    | Quellen                                                   |
| -------------------------------------------------------------------------------------------- | ---------- | ---------- | ------------ | ----------- | ----------- | --------------------------------------------------------- |
| Belgien (BRMA)                                                                               | —          | 3× Gold3   | 4× Platin4   | —           | 275.000     | ultratop.be                                               |
| Europa (IFPI)                                                                                | —          | —          | 3× Platin3   | —           | (3.000.000) | ifpi.org (Memento vom 1. Januar 2014 im Internet Archive) |
| Frankreich (SNEP)                                                                            | 5× Silber5 | 12× Gold12 | 29× Platin29 | 9× Diamant9 | 18.757.500  | infodisc.fr snepmusique.com                               |
| Schweiz (IFPI)                                                                               | —          | 4× Gold4   | 4× Platin4   | —           | 290.000     | hitparade.ch                                              |
| Insgesamt                                                                                    | 5× Silber5 | 19× Gold19 | 40× Platin40 | 9× Diamant9 |             |                                                           |

## Autorenbeteiligungen & Produktionen (Auswahl)

### Alben
| Jahr | Titel Interpretation               | Höchstplatzierung, Gesamtwochen, AuszeichnungChartplatzierungen (Jahr, Titel, Interpretation, Platzierungen, Wochen, Auszeichnungen, Anmerkungen) | Höchstplatzierung, Gesamtwochen, AuszeichnungChartplatzierungen (Jahr, Titel, Interpretation, Platzierungen, Wochen, Auszeichnungen, Anmerkungen) | Höchstplatzierung, Gesamtwochen, AuszeichnungChartplatzierungen (Jahr, Titel, Interpretation, Platzierungen, Wochen, Auszeichnungen, Anmerkungen) | Höchstplatzierung, Gesamtwochen, AuszeichnungChartplatzierungen (Jahr, Titel, Interpretation, Platzierungen, Wochen, Auszeichnungen, Anmerkungen) | Höchstplatzierung, Gesamtwochen, AuszeichnungChartplatzierungen (Jahr, Titel, Interpretation, Platzierungen, Wochen, Auszeichnungen, Anmerkungen) | Höchstplatzierung, Gesamtwochen, AuszeichnungChartplatzierungen (Jahr, Titel, Interpretation, Platzierungen, Wochen, Auszeichnungen, Anmerkungen) | Anmerkungen               |
| Jahr | Titel Interpretation               | FR | BEW | DE | AT | CH | UK | Anmerkungen               |
| ---- | ---------------------------------- | --- | --- | --- | --- | --- | --- | ------------------------- |
| 1995 | Gang Johnny Hallyday               | FR— ×2DoppelplatinFR | BEW54 (6 Wo.)BEW | — | — | — | — | Charteinstieg in BEW 2017 |
| 1995 | D’eux Céline Dion                  | FR1 Diamant · (156 Wo.)FR | BEW1 ×6Sechsfachplatin · (135 Wo.)BEW | DE69 (9 Wo.)DE | AT35 (8 Wo.)AT | CH1 ×4Vierfachplatin · (89 Wo.)CH | UK7 Gold · (13 Wo.)UK |                           |
| 1998 | S’il suffisait d’aimer Céline Dion | FR1 Diamant · (67 Wo.)FR | BEW1 ×2Doppelplatin · (59 Wo.)BEW | DE11 (14 Wo.)DE | AT3 Gold · (11 Wo.)AT | CH1 ×2Doppelplatin · (26 Wo.)CH | UK17 Gold · (5 Wo.)UK |                           |
| 2003 | 1 fille & 4 types Céline Dion      | FR1 ×2Doppelplatin · (60 Wo.)FR | BEW1 Platin · (34 Wo.)BEW | DE26 (4 Wo.)DE | AT27 (5 Wo.)AT | CH2 Platin · (17 Wo.)CH | — |                           |

### Singles
| Jahr | Titel Interpretation                      | Höchstplatzierung, Gesamtwochen, AuszeichnungChartplatzierungen (Jahr, Titel, Interpretation, Platzierungen, Wochen, Auszeichnungen, Anmerkungen) | Höchstplatzierung, Gesamtwochen, AuszeichnungChartplatzierungen (Jahr, Titel, Interpretation, Platzierungen, Wochen, Auszeichnungen, Anmerkungen) | Höchstplatzierung, Gesamtwochen, AuszeichnungChartplatzierungen (Jahr, Titel, Interpretation, Platzierungen, Wochen, Auszeichnungen, Anmerkungen) | Höchstplatzierung, Gesamtwochen, AuszeichnungChartplatzierungen (Jahr, Titel, Interpretation, Platzierungen, Wochen, Auszeichnungen, Anmerkungen) | Höchstplatzierung, Gesamtwochen, AuszeichnungChartplatzierungen (Jahr, Titel, Interpretation, Platzierungen, Wochen, Auszeichnungen, Anmerkungen) | Höchstplatzierung, Gesamtwochen, AuszeichnungChartplatzierungen (Jahr, Titel, Interpretation, Platzierungen, Wochen, Auszeichnungen, Anmerkungen) | Anmerkungen |
| Jahr | Titel Interpretation                      | FR | BEW | DE | AT | CH | UK | Anmerkungen |
| ---- | ----------------------------------------- | --- | --- | --- | --- | --- | --- | ----------- |
| 1993 | Il me dit que je suis belle Patricia Kaas | FR5 Silber · (32 Wo.)FR | — | DE80 (3 Wo.)DE | — | — | — |             |
| 1995 | Pour que tu m’aimes encore Céline Dion    | FR1 Platin · (66 Wo.)FR | BEW3 Platin · (23 Wo.)BEW | DE22 (18 Wo.)DE | AT16 (10 Wo.)AT | CH16 (16 Wo.)CH | — |             |
| 1996 | Je te donne Worlds Apart                  | FR3 Gold · (16 Wo.)FR | BEW1 (36 Wo.)BEW | DE39 (3 Wo.)DE | AT47 (2 Wo.)AT | CH17 (30 Wo.)CH | UK7 (9 Wo.)UK |             |
| 1997 | Aïcha Khaled                              | FR1 Diamant · (23 Wo.)FR | BEW1 Platin · (26 Wo.)BEW | DE33 (35 Wo.)DE | — | CH11 (39 Wo.)CH | — |             |
| 1999 | Sie sieht mich nicht Xavier Naidoo        | — | — | DE2 Platin · (22 Wo.)DE | AT11 (13 Wo.)AT | CH5 (19 Wo.)CH | — |             |
| 2003 | Aicha Outlandish                          | — | — | DE1 Gold · (17 Wo.)DE | AT3 Gold · (20 Wo.)AT | CH1 Gold · (21 Wo.)CH | — |             |
| 2006 | Toutes les peines Patrick Fiori           | FR11 (13 Wo.)FR | — | — | — | CH37 (9 Wo.)CH | — |             |

grau schraffiert: keine Chartdaten aus diesem Jahr verfügbar
Weitere Autorenbeteiligungen & Produktionen
- 1990: Ray Charles – Pacific Palisades
- 1999: Joe Cocker – On my way home
- 1999: Patricia Kaas – Une fille de l'est
- 2000: Yannick Noah – Ni divin ni chien
- 2003: Garou – Les filles
- 2003: Stephan Eicher – On pourrait
- 2004: Michael Jones – Le frère que j’ai choisi